# ラジオキャンパス
『高校生進路情報番組ラジオキャンパス』（こうこうせいしんろじょうほうばんぐみラジオキャンパス）は、2012年5月から放送開始した高校生向けの進路情報番組である。
高校生とその親御さん向けにこれからの進路について、仙台市に本社を置くキャンパスネットワークのスタッフが真剣に語る番組である。1996年に放送していた同番組をリニューアルする形で放送を開始した。
番組は一時間版を『グランド・ラジオキャンパス』（以下グランド）と題し、一時間版から抜粋して30分に編集したものを『ラジオキャンパス』として放送していたが、2017年を以って放送する局が消滅し、2018年からはグランドだけが放送されている。
長い間、便りは郵送のみで受け付けていたが、2018年3月からホームページを開設し、今後はインターネットでの活動に重点を置くと発表されている。

## 出演者
- 納谷正基（キャンパスネットワークオフィス代表）
- 相沢久子[3]（同スタッフ）
- 平方元[4]（シンガソングライター）
  - 以前は、毎回高校生（主に一関修紅高校）が3人出演していた。

## コーナー
以下、放送される順に掲載する。◆・・・グランドのみ放送。
- ◆納谷先生の進路ガイダンス

納谷先生がスタジオに来ている生徒やリスナーの進路についての悩みについて、包み隠さずアドバイスする。
- キタカレレポート

盛岡市にある北日本カレッジ（北日本ヘアリストカレッジ・北日本ハイテクニカルクッキングカレッジ・北日本医療福祉専門学校）に在籍する学生にインタビューする。
- ◆相沢久子のラジキャン探検隊

キャンパスネットワークオフィスが参加した進路講演会を聞いた高校生に感想や将来の目標を聞く。
- 生活の知恵ワンポイントアドバイス

長岡市にある北陸学園の教職員と生徒が調理や日常生活について簡単にアドバイスする。
- 平方元の一曲入魂

毎回平方が自身の曲や思い入れのある曲を選曲して弾き語りで演奏する。平方の新譜発売時などではCD音源となる事もあり。
- 我らプロフェッショナル

東北地方で働いている人に話を聞き、ここまで至った経緯や同じ職業を目指している高校生にアドバイスをする。
- 規矩大義のようこそプライベートラウンジへ

関東学院大学・学長の規矩大義が各方面のゲストを招いて対談するコーナー。
- ラジキャンインフォメーション

キャンパスネットワークオフィスや番組の告知。
- ◆納谷正基のコラコラコラム [5][6]

納谷先生が最近の出来事で怒りたくなる出来事を話しする。
- エンディング

### 終了したコーナー
- 横浜の風届けます

横浜市にある関東学院大学の就職広報の先生が学校の紹介や近況を報告する。
- Englishラクラクレッスン

関東学院大学の御園和夫名誉教授による英語ワンポイントレッスン。

## 放送局
2018年4月から。
| 放送対象地域 | 放送局                  | 放送時間               | バージョン | 備考                                                                |
| ------------ | ----------------------- | ---------------------- | ---------- | ------------------------------------------------------------------- |
| 宮城県       | エフエム仙台（Date fm） | 毎週日曜 22:00 - 23:00 | グランド   | 幹事局 2014年4月以降は1時間バージョンになり、現在のタイトルに変更。 |

### 過去のネット局
- 新潟放送：毎週日曜日24:55 - 25:55（- 2012年9月）
- 秋田放送：毎週日曜日22:00 - 23:00（- 2013年3月）、毎週日曜日23:30 - 24:00（2014年4月 - 2015年1月）
- 琉球放送：毎週土曜日24:30 - 25:00
- 信越放送：毎週日曜日22:30 - 23:00（- 2014年3月）
- エフエム石川：毎週日曜日21:00 - 21:30（- 2014年3月）
- エフエム熊本
- 青森放送：毎週日曜日24:00 - 25:00（- 2013年3月）、毎週日曜日23:30 - 24:00（2014年4月 - 2017年3月）、毎週日曜日23:00 - 23:30（2017年4月 - 2017年6月）
- エフエムラジオ新潟（FM-NIIGATA）:毎週日曜 22:30 - 23:00（- 2017年12月）[7]
- IBC岩手放送：毎週日曜 22:30 - 23:30（- 2018年3月）
- 山形放送：毎週日曜 23:00 - 24:00（- 2018年3月）

## 番組テーマソング
「未来の空」（あしたのそら）作詞・作曲　平方元
「悩み多きものよ」　斉藤哲夫　(エンディングテーマソング)

## ネット打ち切り

### エフエム熊本
2012年10月27日・28日放送分の、「納谷正基のコラコラコラム」のコーナーで、鹿砦社から出版されている原発事故に関する書籍二冊を紹介した。
しかし、放送局側として放送内容に問題があると判断し、エフエム秋田とエフエム新潟でオンエアされた放送では当該コーナーが、RCサクセションの『言論の自由』に差し替えられ、またエフエム熊本にいたっては、この番組自体が打ち切りとなった。

### 秋田放送
2015年1月25日（日曜日）の放送で突然打ち切り（新聞のラジオ欄に終了のマークもなし）。次週になり『レイザーラモンRGのあるあるミュージック勝負！』がスタート。ちなみに、秋田県では二回目の打ち切りである。

## コーナー提供
- 富士大学
- 日本工学院
- 東北文化学園大学

東北文化学園専門学校
- 学校法人北陸学園
- 窪田理容美容専門学校
- 関東学院大学